# Luftverkehrsgesellschaft (LVG)

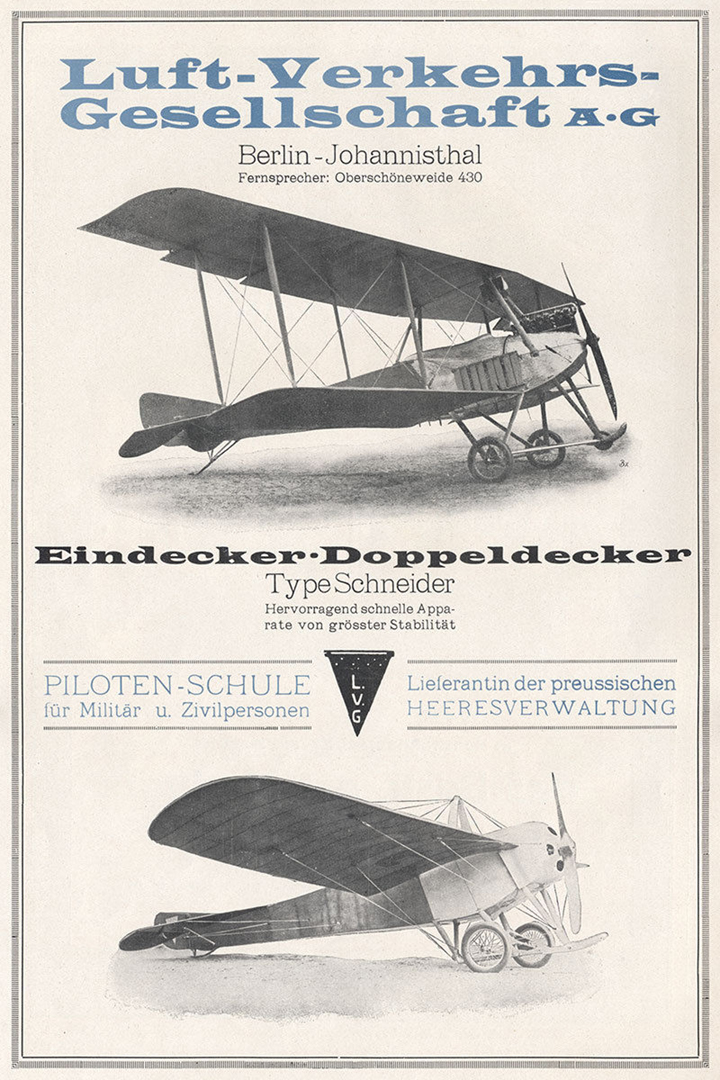
Werbung der Luft-Verkehrs-Gesellschaft A.G.

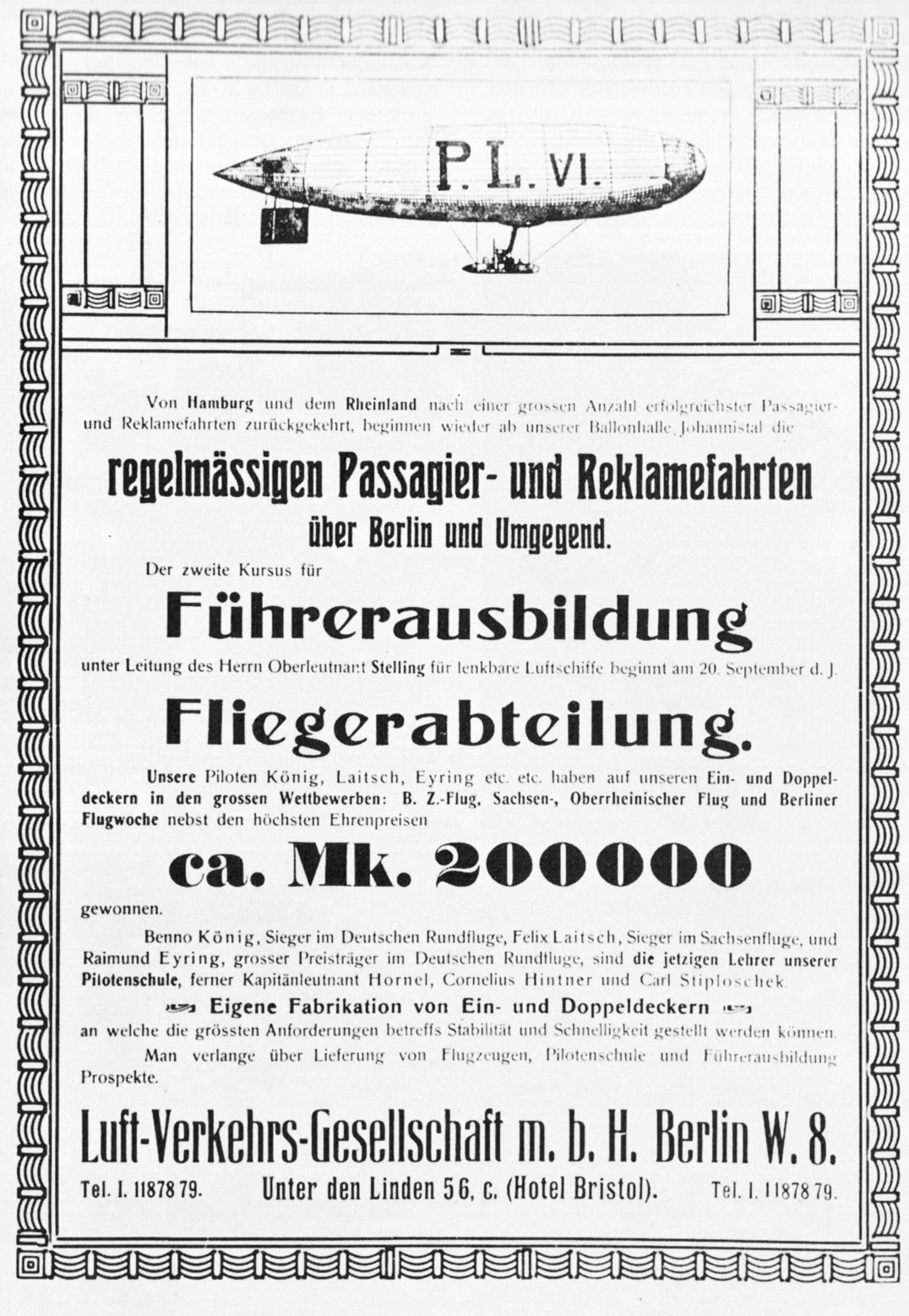
Werbung der Luft-Verkehrs-Gesellschaft m.b.H., 1911

Die Luft-Verkehrs-Gesellschaft A.G. (kurz LVG) am Flugplatz Johannisthal ging 1912 aus der Luft-Verkehrs-Gesellschaft m. b. H. von Arthur Müller hervor, die 1910 unter dem Namen Luftfahrtbetriebs-GmbH als Unternehmen für Passagier- und Reklamefahrten mit Parseval-Luftschiffen gegründet worden war.

## Geschichte
Nachdem die Idee der Luftschiff-Reklamefahrten der Vorgängerfirmen zwar gut vom Markt angenommen worden war, aber die Bestellungen wegen technischer Probleme zum großen Teil nicht abgefahren werden konnten, konzentrierte sich die Luft-Verkehrs-Gesellschaft A.G. auf den Flugzeugbau. Dazu war 1911 Franz Schneider als Chefkonstrukteur in das Unternehmen geholt worden. Er führte ab 1912 die LVG B- und C-Typen ein, die auch mit Type Schneider beworben wurden. 1913 entwickelte Schneider eine Abfeuerungsvorrichtung für Schusswaffen auf Luftfahrzeugen, die er sich beim Deutschen Kaiserlichen Patentamt patentieren ließ (D.R.P. Nr. 276390) und baute sie in die LVG E.I ein, die allerdings nicht zum Einsatz kam.
Weitere Konstrukteure der LVG waren die Ingenieure Walter Rethel, Ernst Heinkel, Willy Sabersky-Müssigbrodt, Felix Laitsch sowie Paul Georg Ehrhardt, ab 1917 Leiter der Versuchsabteilung.
Die LVG baute bis 1918 vor allem zweisitzige Schul- und Aufklärungsflugzeuge, darunter die LVG C.I, der erste deutsche Zweisitzer an der Front, bei dem der Beobachter ein schwenkbares MG auf Drehringlafette mit freiem Schussfeld hatte, und die mit über 1.000 Stück produzierte und sehr erfolgreich eingesetzte LVG C.VI.
LVG produzierte im Ersten Weltkrieg 5.640 Flugzeuge und war nach der Albatros der zweitgrößte Flugzeughersteller im Deutschen Reich. Betrug im gesamten Jahr 1913 bei 300 Arbeitern die Zahl der gelieferten Flugzeuge noch 60 Stück, so stieg durch Erweiterungen die Produktionskapazität ständig an. Allein im Mai 1918 verließen 174 Maschinen das Werk, das Unternehmen beschäftigte jetzt 3.500 Arbeiter.

## Liste der Flugzeugtypen
- LVG B.I – Aufklärer, später Schulflugzeug
- LVG B.II – Aufklärer, später Schulflugzeug
- LVG B.III – Schulflugzeug
- LVG C.I – erster Standardzweisitzer mit bewegl. Beobachter MG
- LVG C.II – Aufklärer
- LVG C.III (?)
- LVG C.IV – Aufklärer
- LVG C.V – Aufklärer
- LVG C.VI – über 1.000 Maschinen geliefert
- LVG C.VIII – nur Prototyp
- LVG C.IX – nicht fertiggestellt
- LVG C.VIII – nur Prototyp
- LVG D 10
- LVG D.II – nur Prototyp
- LVG D.III – nur Prototyp
- LVG D.IV – nur Prototyp
- LVG D.V – nur Prototyp
- LVG D.VI – nur Prototyp
- LVG E.I – Versuchsflugzeug mit 2 MG
- LVG G.I – Bomber
- LVG G.II – Dreidecker
- LVG G.III – Dreidecker (in Lizenz auch als Schütte-Lanz G.V gefertigt)